# Tony Garza

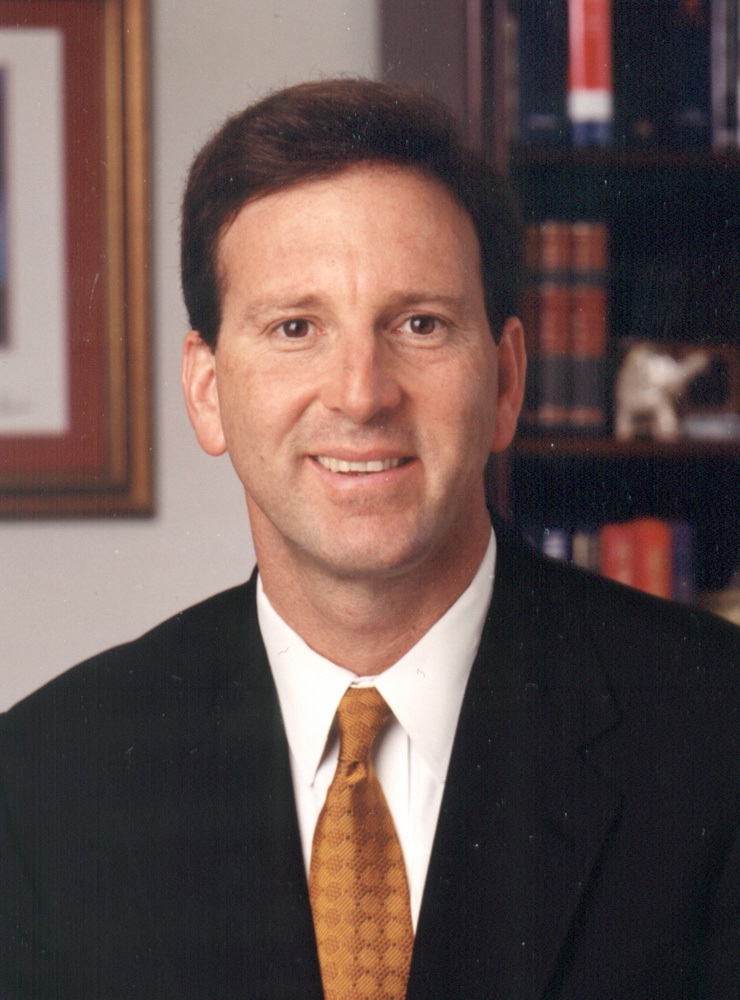
Tony Garza

Antonio Oscar (Tony) Garza, Jr. (Brownsville, 7 juli 1961) is een Amerikaans politicus, diplomaat en jurist. 
Garza stamt uit een familie van Mexicaanse immigranten en studeerde recht aan de Southern Methodist University. Hij werd in 1988 gekozen tot rechter in Cameron County en was voor de Republikeinse Partij minister in de Texaanse regering onder gouverneur George W. Bush. Garza is meerdere keren getipt geweest als mogelijk minister onder Bush' presidentschap, maar werd in 2002 door Bush tot ambassadeur in Mexico benoemd, wat hij bleef tot in 2009. Waarna hij privé-activiteiten ontwikkelde.
In 2005 huwde hij María Asunción Aramburuzabala, de rijkste vrouw van Mexico. In 2010 volgde een echtscheiding en hertrouwde hij.